# Primera División de Gozo 2016-17
La Primera División de Gozo 2016-17 será la edición número 70 de la primera división de Gozo organizado por la Asociación de fútbol de Gozo. El torneo también es conocido como BOV Primera división por razones de patrocinio, al ser auspicida por el Bank of Valleta.
Los ocho equipos participantes jugarán entre sí mediante sistema de todos contra todos tres veces, totalizando 21 partidos cada uno. Al final de la temporada el último club clasificado descenderá a la Segunda División de Gozo 2017-18, mientras que el séptimo clasificado jugará un play off por la permanencia contra el subcampeón de la Segunda División de Gozo 2016-17.

## Estadios
| Gozo Estadium Sannat Ground Kercem Ajax Ground Localización de los estadios, en la Isla de Gozo, para la temporada 2016-17 | En la temporada 2016-17 se usarán tres estadios: El Gozo Stadium, el Sannat Ground y el Kercem Ajax Ground. Los tres estadios serán utilizados de manera alternativa por los ocho equipos participantes de Primera División, así como por los seis participantes de la Segunda División. Ningún equipo ejerce de local en un estadio de manera exclusiva sino que la Asociación de Fútbol de Gozo asigna un estadio para cada partido. |

## Equipos participantes
| Pos.   | Equipo             | Ciudad      | Fundación |
| ------ | ------------------ | ----------- | --------- |
| 1      | Xewkija Tigers     | Xewkija     | 1939      |
| 2      | Għajnsielem        | Għajnsielem | 1936      |
| 3      | Kerċem Ajax        | Kerċem      | 1953      |
| 4      | Victoria Hotspurs  | Victoria    | 1948      |
| 5      | Oratory Youths     | Victoria    | 1946      |
| 6      | Victoria Wanderers | Victoria    | 1958      |
| 1 (SD) | Xagħra United      | Xagħra      | 1936      |
| 2 (SD) | Nadur Youngsters   | Nadur       | 1958      |

### Ascensos y descensos
| Pos. | Ascendidos de Segunda División 2015-16 |
| ---- | -------------------------------------- |
| 1    | Xagħra United                          |
| 2    | Nadur Youngsters                       |

| Pos. | Descendidos de Primera División 2015-16 |
| ---- | --------------------------------------- |
| 7    | St. Lawrence Spurs                      |

## Tabla de posiciones
Actualizado el 23 de abril de 2017.
| Pos. | Club                    | PJ | PG | PE | PP | GF | GC | DG  | Pts. | Clasificado a                 |
| ---- | ----------------------- | -- | -- | -- | -- | -- | -- | --- | ---- | ----------------------------- |
| 1    | Xewkija Tigers          | 21 | 16 | 2  | 3  | 38 | 16 | 22  | 50   | Campeón                       |
| 2    | Nadur Youngsters        | 21 | 15 | 2  | 4  | 50 | 23 | 27  | 46   |                               |
| 3    | Għajnsielem             | 20 | 12 | 3  | 5  | 42 | 17 | 25  | 39   |                               |
| 4    | Kerċem Ajax             | 20 | 8  | 4  | 8  | 37 | 30 | 7   | 28   |                               |
| 5    | Victoria Hotspurs       | 20 | 7  | 6  | 7  | 24 | 28 | -4  | 27   |                               |
| 6    | Oratory Youths          | 20 | 6  | 5  | 9  | 25 | 38 | -13 | 23   |                               |
| 7    | S.K. Victoria Wanderers | 20 | 2  | 7  | 11 | 15 | 34 | -19 | 13   | Partido de ascenso y descenso |
| 8    | Xagħra United (D)       | 20 | 0  | 2  | 18 | 11 | 56 | -45 | 2    | Segunda División 2017-18      |

| Equipo Campeón ¿? título |

## Partido de ascenso y descenso
Será jugado entre el penúltimo clasificado y el subcampeón de la Segunda División 2016-17. El ganador jugará en la Primera División de Gozo 2017-18, mientras que el perdedor lo hará en la Segunda División de Gozo 2017-18.
| Local | Resultado | Visitante | Fecha | Estadio | Ciudad |
| ----- | --------- | --------- | ----- | ------- | ------ |
|       | −         |           |       |         |        |

| Equipo Ganador Asciende a Primera División | Equipo Perdedor Desciende a Segunda División |

## Goleadores
Actualizado el 23 de abril de 2017.
| Pos. | Jugador                | Equipo           | Goles |
| ---- | ---------------------- | ---------------- | ----- |
| 1    | Thiago Melo dos Santos | Xewkija Tigers   | 13    |
| 2    | Dewide dos Santos      | Nadur Youngsters | 12    |
| 2    | John Camilleri         | Għajnsielem      | 12    |

## Segunda División 2016-17
La Segunda División de Gozo 2016-17 será la edición número de la Segunda División de Gozo, en ella participarán seis equipos que jugarán entre sí sistema de todos contra todos tres veces, totalizando 18 partidos cada uno. Al término de las 18 jornadas el equipo con la mayor cantidad de puntos se proclamará campeón y ascenderá a la Primera División de Gozo 2017-18, por otro lado el segundo clasificado jugará el partido de ascenso y descenso contra el penúltimo de la Primera División 2016-17.
Actualizado el 27 de marzo de 2017.
| Pos. | Club               | PJ | PG | PE | PP | GF | GC | DG  | Pts. | Clasificado a                    |
| ---- | ------------------ | -- | -- | -- | -- | -- | -- | --- | ---- | -------------------------------- |
| 1    | St. Lawrence Spurs | 19 | 14 | 2  | 3  | 49 | 15 | 34  | 44   | Primera División de Gozo 2017-18 |
| 2    | Gharb Rangers      | 19 | 13 | 3  | 3  | 44 | 15 | 29  | 42   | Partido de ascenso y descenso    |
| 3    | Sannat Lions       | 19 | 8  | 4  | 7  | 33 | 26 | 7   | 28   |                                  |
| 4    | Qala Saints        | 20 | 4  | 7  | 9  | 30 | 42 | -12 | 19   |                                  |
| 5    | Munxar Falcons     | 20 | 5  | 3  | 12 | 34 | 57 | -23 | 18   |                                  |
| 6    | Zebbug Rovers      | 19 | 4  | 1  | 14 | 28 | 63 | -35 | 13   |                                  |